# Pomeriggio a Entrèves (Bazzi)
Il Pomeriggio a Entrèves è un dipinto del pittore italiano, olio su tavola, di Carlo Bazzi realizzato nel 1898 che raffigura la montagna Entrèves, un antico bordo di Courmayeur. Bazzi è noto per i suoi paesaggi dedicati alle montagne. Il dipinto è conservato nella collezione dei Musei Gallerie d'Italia di Milano.